# Rue des Fories
La rue des Fories est une rue de la ville belge de Liège faisant partie du quartier administratif du Longdoz et située au nord du parc de la Boverie. 

## Odonymie
Fories viendrait du mot wallon forire signifiant une bande de terre en sillon, une limite de terre, une bordure ou une orée de bois.

## Description
Cette artère plate d'une longueur d'environ 140 m relie la rive droite de la Meuse à la rive gauche de la Dérivation et applique un sens unique de circulation automobile depuis la rue Renoz vers le quai Marcellis. La rue passe au-dessus de la sortie du tunnel sous la Dérivation.

## Architecture
Si la partie de la rue côté Meuse est principalement bâtie d'immeubles à appartements contemporains, la partie du côté de la Dérivation conserve sept immeubles érigés à la fin du XIXe siècle et au début du XXe siècle. Parmi ceux-ci, l'hôtel faisant angle avec la rue Léon Frédéricq possède des éléments d'architecture se rapportant à l'Art déco et l'immeuble voisin sis au no 7 et réalisé par l'architecte Henrotay compte plusieurs éléments sculptés dans la pierre bleue et un large oriel à base trapézoïdale.

## Voies adjacentes
- Quai Marcellis
- Rue Léon Frédéricq
- Rue Renoz
- Quai de la Boverie